# Vlag van Paraná
De vlag van Paraná is van de symbolen van deze Braziliaanse staat. De vlag werd op 9 januari 1892 via Statelijk Decreet nr. 8 aangenomen als de officiële vlag van Paraná. De vlag is nogmaals op 31 maart 1947 officieel aangenomen.

## Beschrijving
De vlag van Paraná is gebaseerd op de vlag van Brazilië. Het bestaat uit een groene rechthoek die verticaal wordt doorkruist door een brede witte band, met in het midden een blauwe cirkel met daarin het Zuiderkruis. Deze cirkel wordt, onder de ster Gacrux, doorkruist door een witte baan waarin in groene letters PARANÁ geschreven staat. De cirkel wordt omringd door een pinustak rechts en een matétak links.

## Symboliek
- De schuine groene banden staan voor de bossen en graslanden van Paraná.
- De witte baan in het midden staat voor vrede.
- De blauwe cirkel symboliseert de lucht.

## Historische vlaggen van Paraná

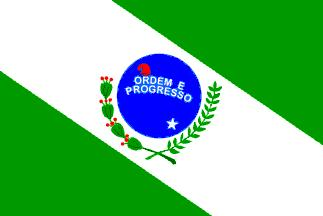
1892-1905.
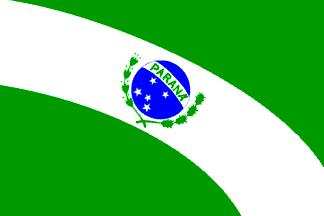
1905-1923.
1990-2002.
1947-1990, en 2002 tot heden.